# 希里奇
希里奇，是匈牙利巴兰尼亚州所辖的一个村。总面积14.68平方公里，总人口244，人口密度16.6人/平方公里（2011年1月1日）。